# بالاد شماره ۱ (شوپن)
بالاد شماره ۱ در سل مینور، اپوس ۲۳، اثری از فردریک شوپن هست که در قالب بالاد و برای پیانو نوشته شده هست.
بالاد شماره ۱، از بهترین و معروف‌ترین آثار شوپن هست. اجرا معمول این قطعه، نه الی ده دقیقه زمان می‌برد.

## پیش‌زمینه
طرح اولیه بالاد شماره ۱ به سال ۱۸۳۱ و در طول اقامت هشت ماهه شوپن در وین، برمی‌گردد.  نوشتن این قطعه در سال ۱۸۳۵ و پس از نقل مکان آهنگساز به پاریس، به اتمام رسید. شوپن این بالاد را به سفیر هانوفر در فرانسه، بارون «ناتانیل فون استاکهاوزن» (Baron Nathaniel von Stockhausen)، تقدیم کرد.
شوپن در پاییز ۱۸۳۶، با روبرت شومان در لایپزیگ دیدار کرد، پس از این ملاقات، شومان اینگونه نوشت: 
بالاد جدیدی دارم که اثر شوپن هست. به نظر من این قطعه، نزدیک‌ترین اثریست که نبوغ او را نشان می‌دهد. (اگرچه باشکوه‌ترین اثر نیست). من به شوپن هم گفتم که این قطعه محبوب من در بین آثار اوست. شوپن پس از مکث طولانی و فکورانه، تاکید کرد: «از این بابت خوشحالم؛ چون من هم این قطعه را از همه بیشتر دوست دارم؛ عزیزترین اثر من هست.»

## ساختار
به طور کلی، بالاد شماره ۱ ساختار پیچیده‌ای دارد و نمی‌توان آن را کاملا به فرم خاصی نسبت داد. این قطعه عمدتا از ایده‌های موجود در فرم سونات و فرم واریاسیون استفاده می‌کند.
از ویژگی‌های متمایز بالاد شماره ۱، میزان‌نما‌های متعدد آن هست.  مقدمه قطعه در 4
4، و بخش‌ گسترده «Presto con fuoco» (به معنی بسیار سریع و پرشور و شوق) در 2
2 یا در 4
4 نوشته شده هست. بقیه قطعه در میزان‌نما 6
4 هست؛ برخلاف دیگر بالاد‌های شوپن که در 6
8 نوشته شده هست.
قطعه با معکوس اول آکورد لا بمل ماژور آغاز می‌شود که نوعی آکورد شش ناپلی هست. این شروع به بالاد فضای باشکوهی میدهد؛ و این فضا با آکورد ناملایمی به پایان می‌رسد که از نواختن نت‌های ر، سل، و می بمل با دست چپ ایجاد و تا مدتی در طول قطعه حل نمی‌شود. درباره این آکورد ناملایم تا حدودی اختلاف نظر هست. اگرچه در پیش‌نویس اصلی شوپن، نت می بمل مشخصا به عنوان نت بالا علامت‌گذاری‌ شده بود، در برخی از نسخه‌ها از آکورد جایگزین ر، سل و ر استفاده شده هست؛ مانند نسخه «کارل کلیند ورت». (Karl Klindworth)

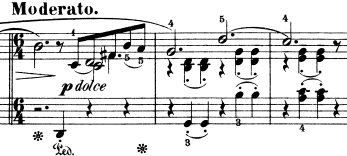
تم اصلی بالاد شماره‌ ۱

بخش اصلی بالاد از دو تم اصلی تشکیل شده هست. مقدمه کوتاه قطعه، به تدریج تا میزان هشتم، به تم اول در سل مینور تبدیل می‌شود. تم دوم پس از بسط و گسترشی چشمگیر، در میزان ۶۸ و  در می بمل مینور به آرامی آغاز می‌شود. بخش گشایش نیز به بسط و گسترش ختم می‌شود، و دو تم مذکور به تونیک (مرکز تونال) دیگری منتقل (لا مینور و لا ماژور) و دستخوش تغییراتی می‌شود. سپس دو تم اصلی در گام‌های اولیه و اصلی خود تکرار می‌شود؛ ولی این تکرار در ترتیب برعکسی رخ می‌دهد.
کودا با آکورد رعد آسایی آغاز می‌شود و تندا آن «Presto con fuoco» هست.( به معنی بسیار سریع و پرشور و شوق). در کودا، مجددا هارمونی ناپلی اولیه پديدار می‌شود که با شدت ثابتی، در قطعه پیش‌روی می‌کند؛ و در نهایت با دوبل اکتاو مهیجی، قطعه را به پایان می‌رساند.
بالاد شماره ۱، از هر دو جنبه فنی و موسیقایی، از دشوار‌ترین آثار شوپن محسوب می شود.

## در فرهنگ عامه
بالاد شماره ۱ در فیلم‌های متعددی، از جمله چراغ گاز، پیانیست، و بداهه به کار رفته هست.  